# Analiză descendentă
Analiza descendentă este un concept folosit în psihologie și se referă la un tip de procesări cognitive determinate de baza de cunoștințe a individului. În limba engleză este cunoscută drept top-down analysis sau knowledge driven analysis.